# Geoffrey Bibby
Thomas Geoffrey Bibby (født 14. oktober 1917, Heversham, England, død 6. februar 2001, Århus) var en engelskfødt arkæolog, der i samarbejde med P.V. Glob udgravede Dilmun på Bahrain.

## Forfatterskab
- Geoffrey Bibby: I Dilmun tier ravnen; Wormanium 1971; ISBN 87-85160-04-0
- Geoffrey Bibby: Det forsvundne årtusinde; Wormanium 1978; ISBN 87-8516-053-9
- Geoffrey Bibby: Spadens vidnedsbyrd; Wormanium 1980; ISBN 87-8516-071-7